# プリスカ (ブルガリア)

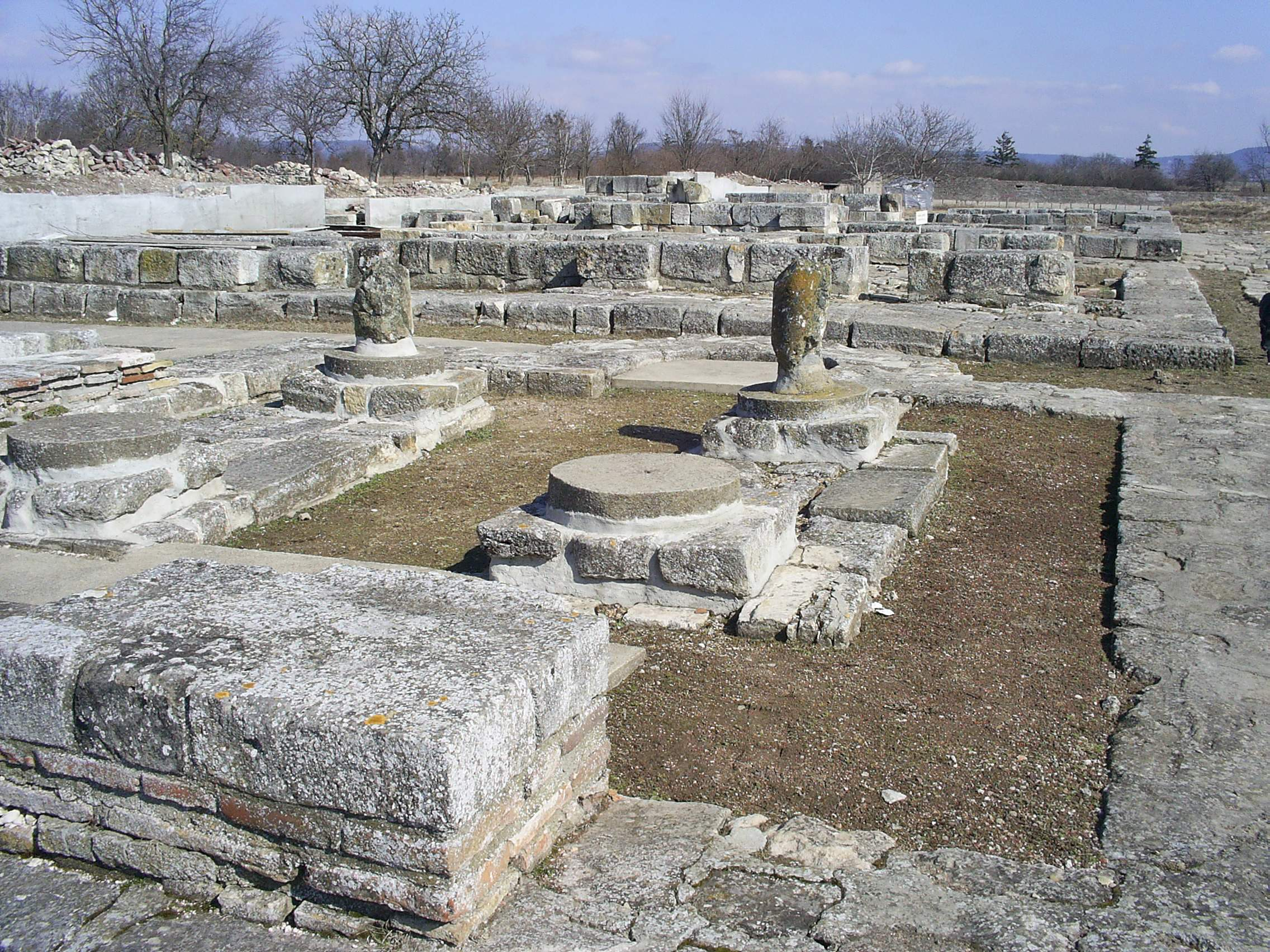
第一次ブルガリア帝国時代の都市プリスカの廃墟跡

プリスカ (ラテン文字:Pliska、ブルガリア語: Плѝска, 教会スラヴ語: Пльсковъ、ラテン文字転写: Plĭskovŭ) は、ドナウ川下流域に建設された第一次ブルガリア帝国の最初の首都であり、現在ではシュメン州の村である。以前はアボバ (Aboba)と呼ばれていたが、ブルガリア帝国の遺跡が発掘された後に現在の名前に改名された。

## 歴史上のプリスカ
プリスカは681年から893年まで第一次ブルガリア帝国の首都だった。ブルガリアの歴史書によると、この都市は第一次ブルガリア帝国建国者のアスパルフ・ハーンにより建設され、 ゲオルギオス・ケドレノスやアンナ・コムネナによりプリスクサ (Pliskusa) と呼ばれていた。都市の全面積は23km2であり、堀と土塁で囲まれた要塞都市だった。要塞の壁の厚さは2.6m、高さは12mだった。
プリスカは811年に東ローマ帝国により焼き払われ廃墟にされたが、東ローマ帝国軍はこの後クルム・ハーンに壊滅的な敗北を喫することになる。(プリスカの戦いを参照) 886年、ボリス1世はプリスカ書記学校 (聖ナウムが運営、893年にプレスラフ書記学校へと名称変更)を創設した。
892年、プリスカ跡地はヴラディーミルの異教復活の場となった。このことが彼の父であるボリス1世の怒りを買ってヴラディーミルは廃位され、代わりに第3子であったシメオン1世が周辺地域を治めることになった。シメオン1世は首都をプリスカから付近に築いた城塞都市のプレスラフへと移した。これは旧首都には異教を信仰するものが多く影響を免れなかったためであると考えられている。
10世紀にはプリスカの重要性はプレスラフへの権力集中とともに次第に低下していった。プリスカは969年から972年にかけてキエフ大公国や東ローマ帝国の襲撃を受け再び廃墟と化し、これ以降再建されることはなかった。
プリスカの廃墟跡は現在のプリスカ村の北3kmの地点にある。廃墟跡は現在は国立歴史建築保護区に指定されている。保護区内では廃墟にある宮殿、要塞、当時キリスト教世界において最大級の総主教大聖堂であったプリスカの大バシリカ(875年頃)などを見ることができる。
南極・サウス・シェトランド諸島のリヴィングストン島にあるプリスカ稜線はこの都市の名前から名付けられている。

## 現代
オスマン帝国の治世におけるアボバという都市名を経て、1925年よりプリスコフという名前に改名した後1947年よりプリスカという現在の名前で呼ばれるようになった。現在の人口は1124人であり、海抜は146m、シュメン州ルドゴリエ高原の南端にある。首都ソフィアからは南東に約400km、北緯43度22分 東経27度7分 / 北緯43.367度 東経27.117度の地点にある。

## ギャラリー

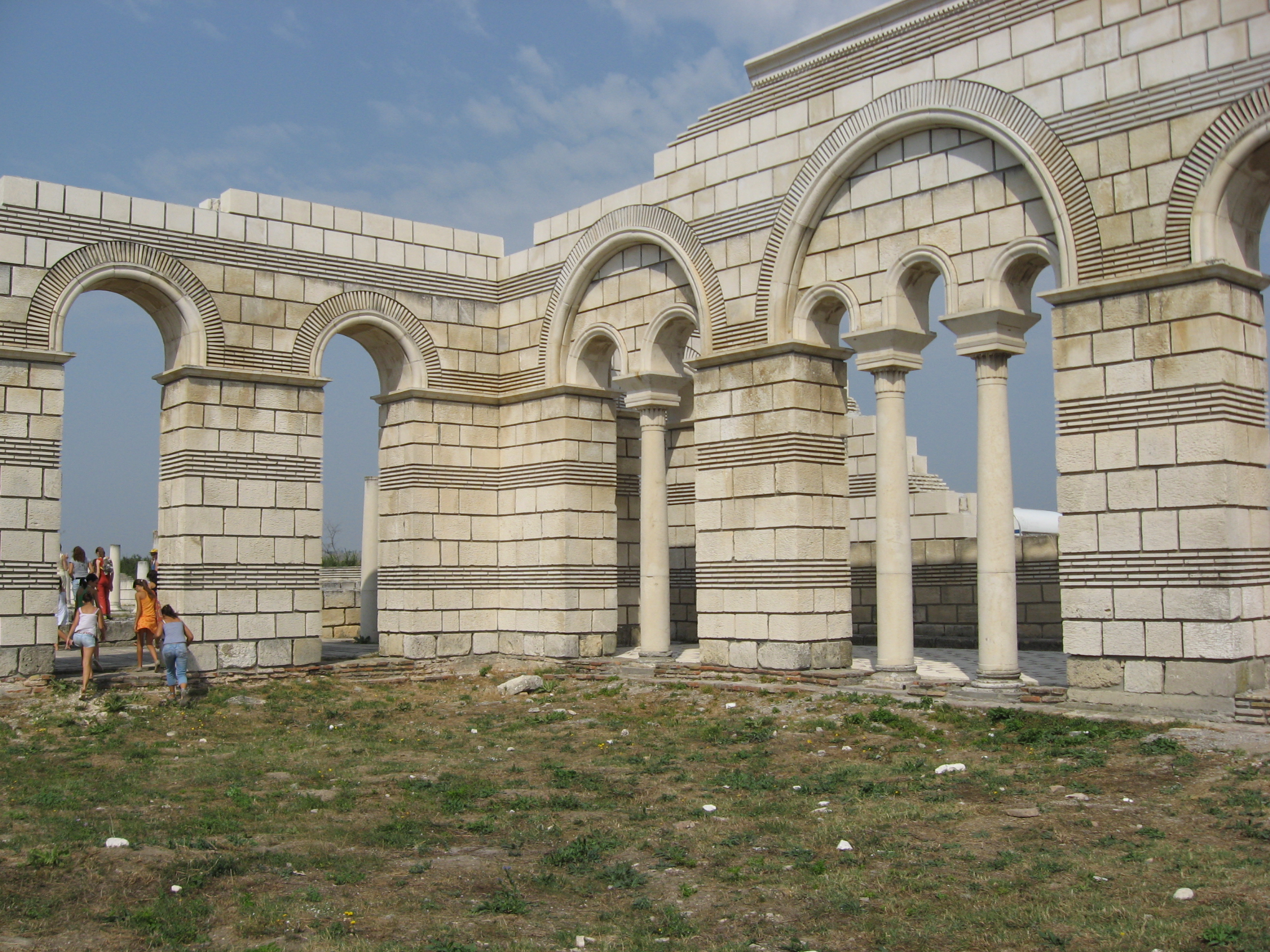
大バシリカ
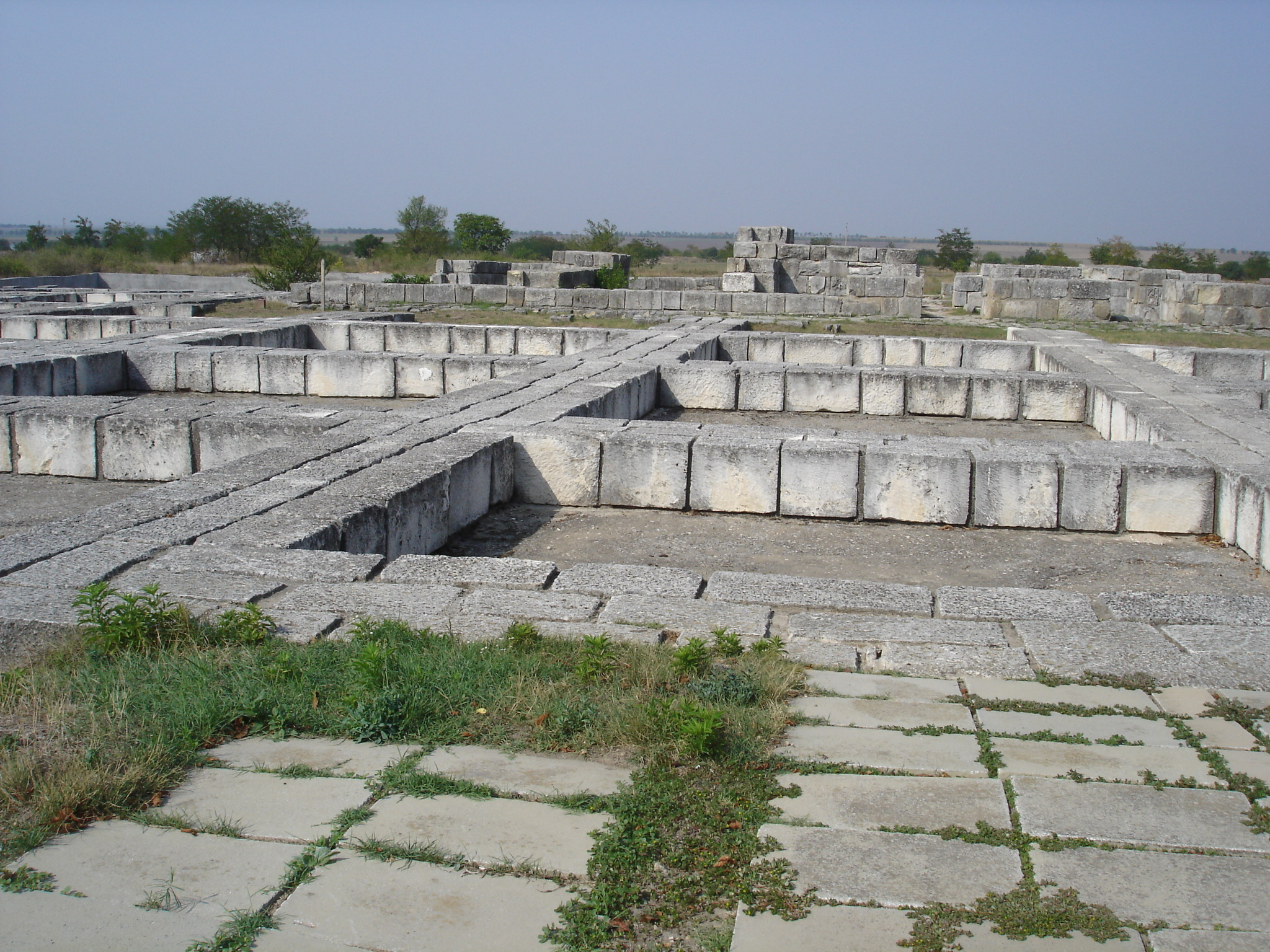
宮殿跡
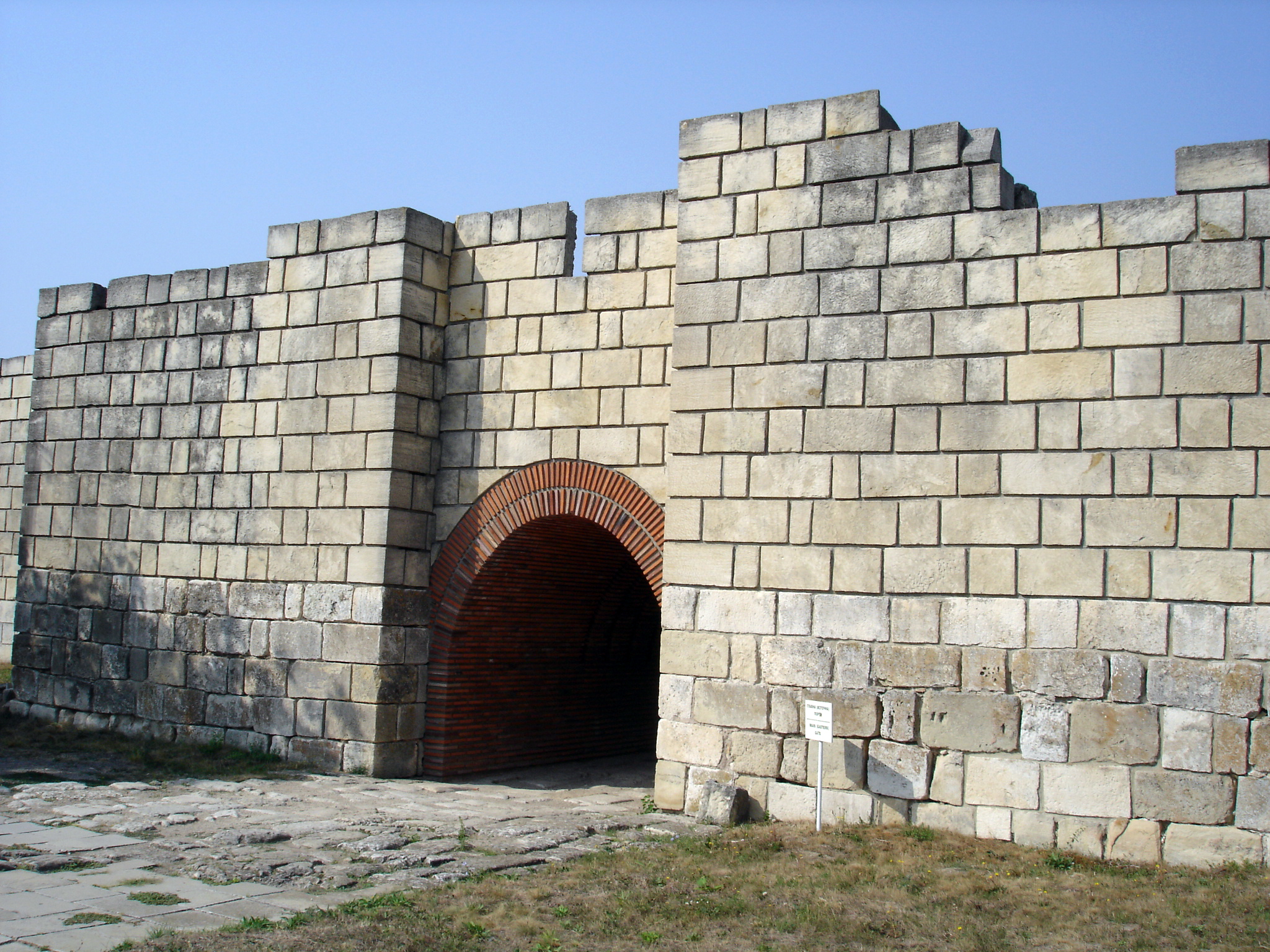
城門
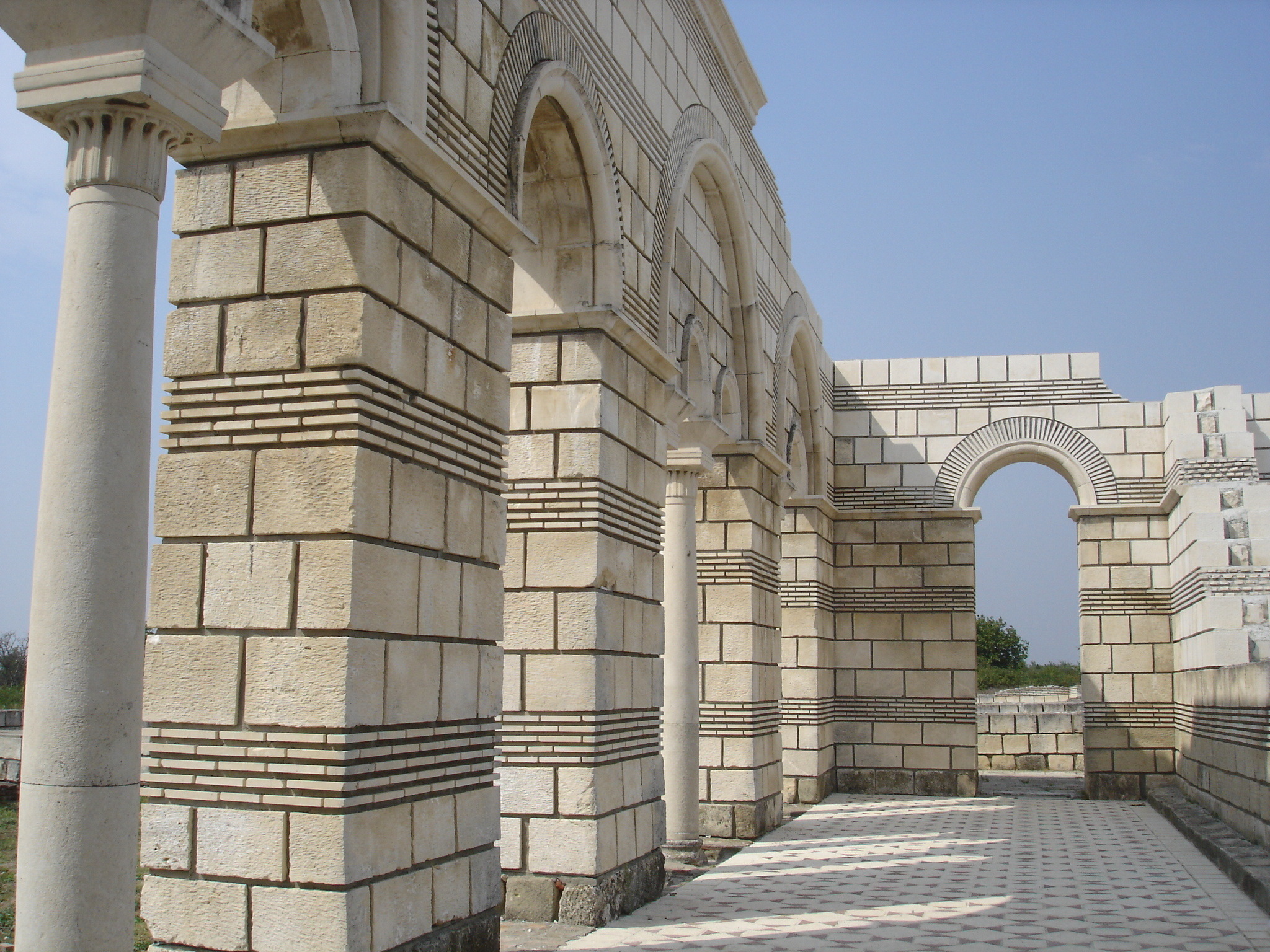
大バシリカ
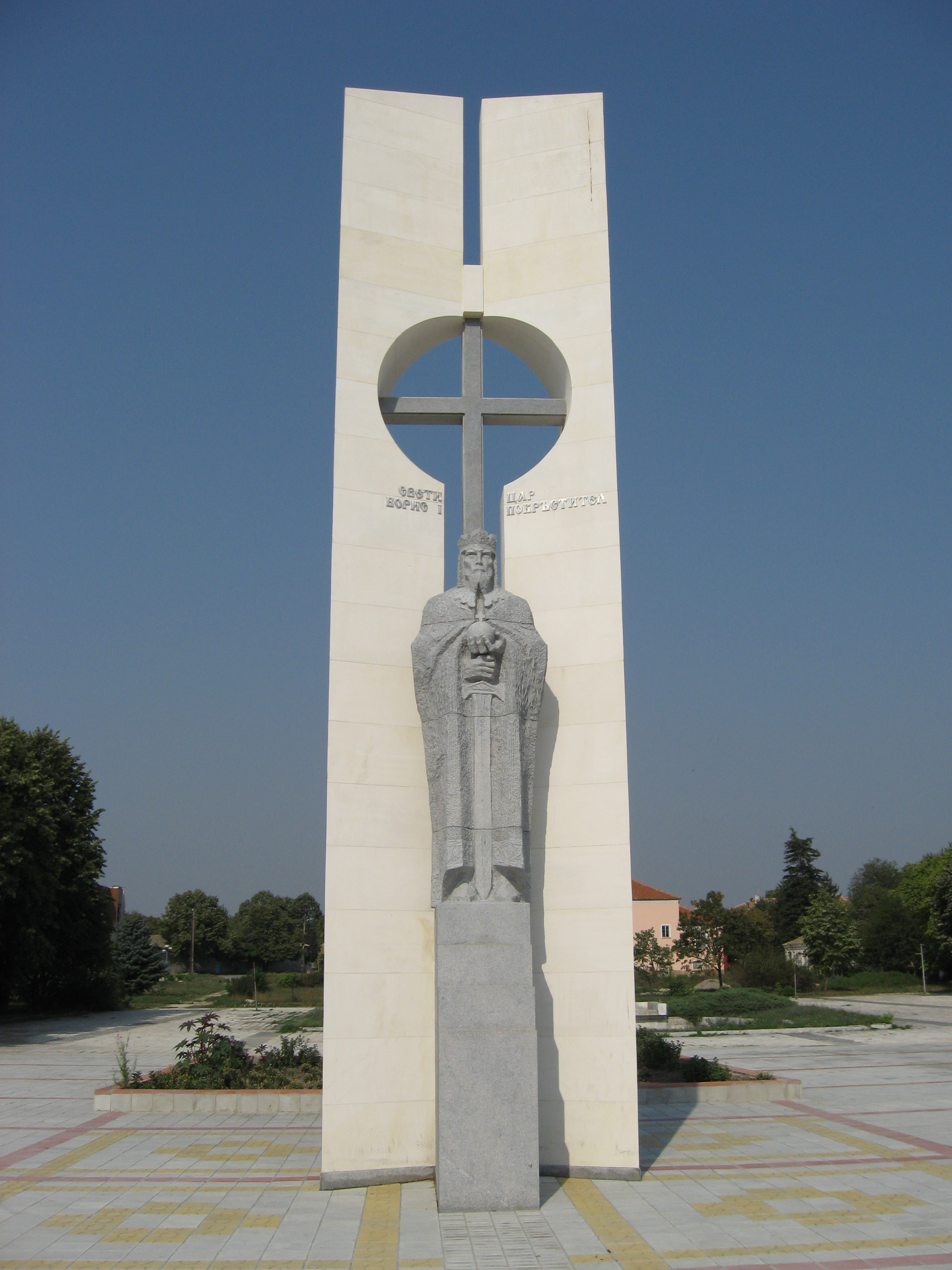
ボリス1世のモニュメント
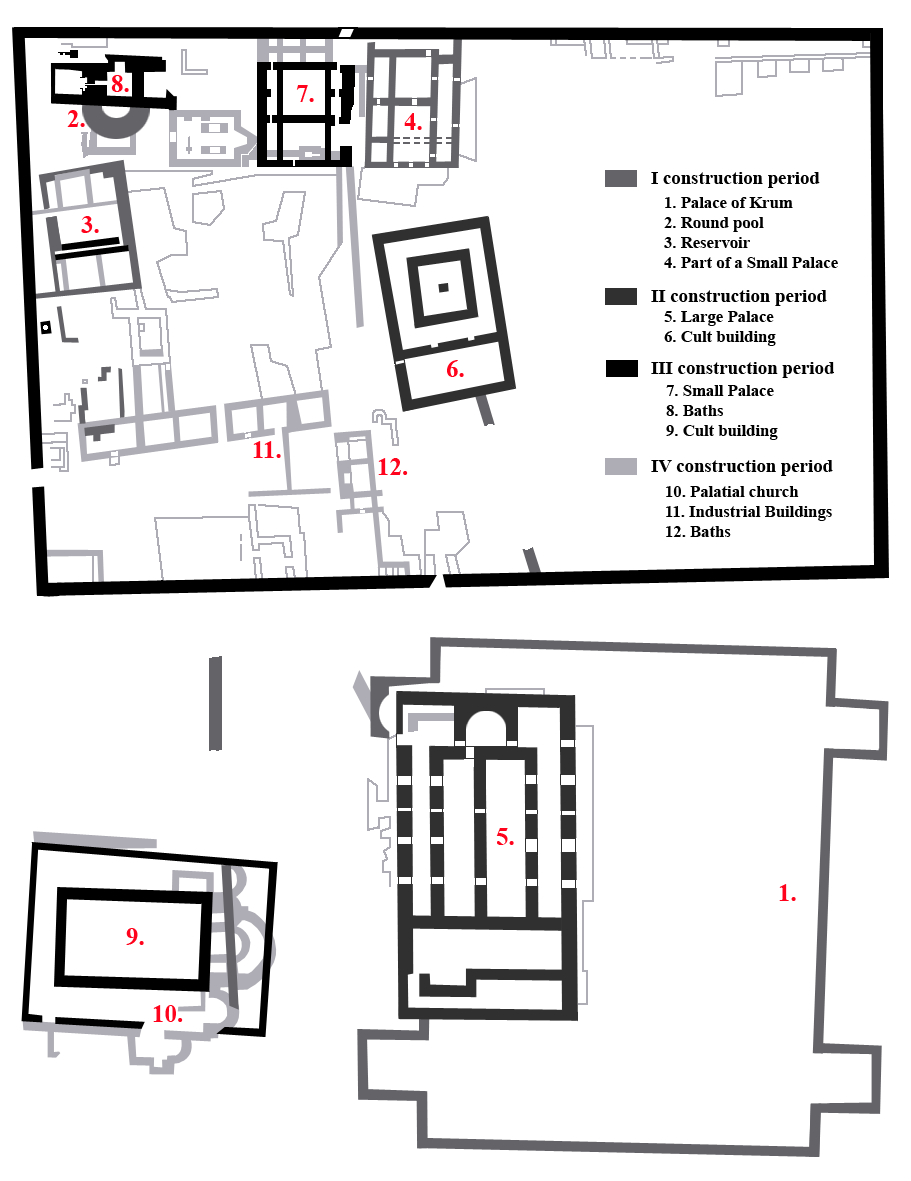
プリスカの宮殿復元計画図
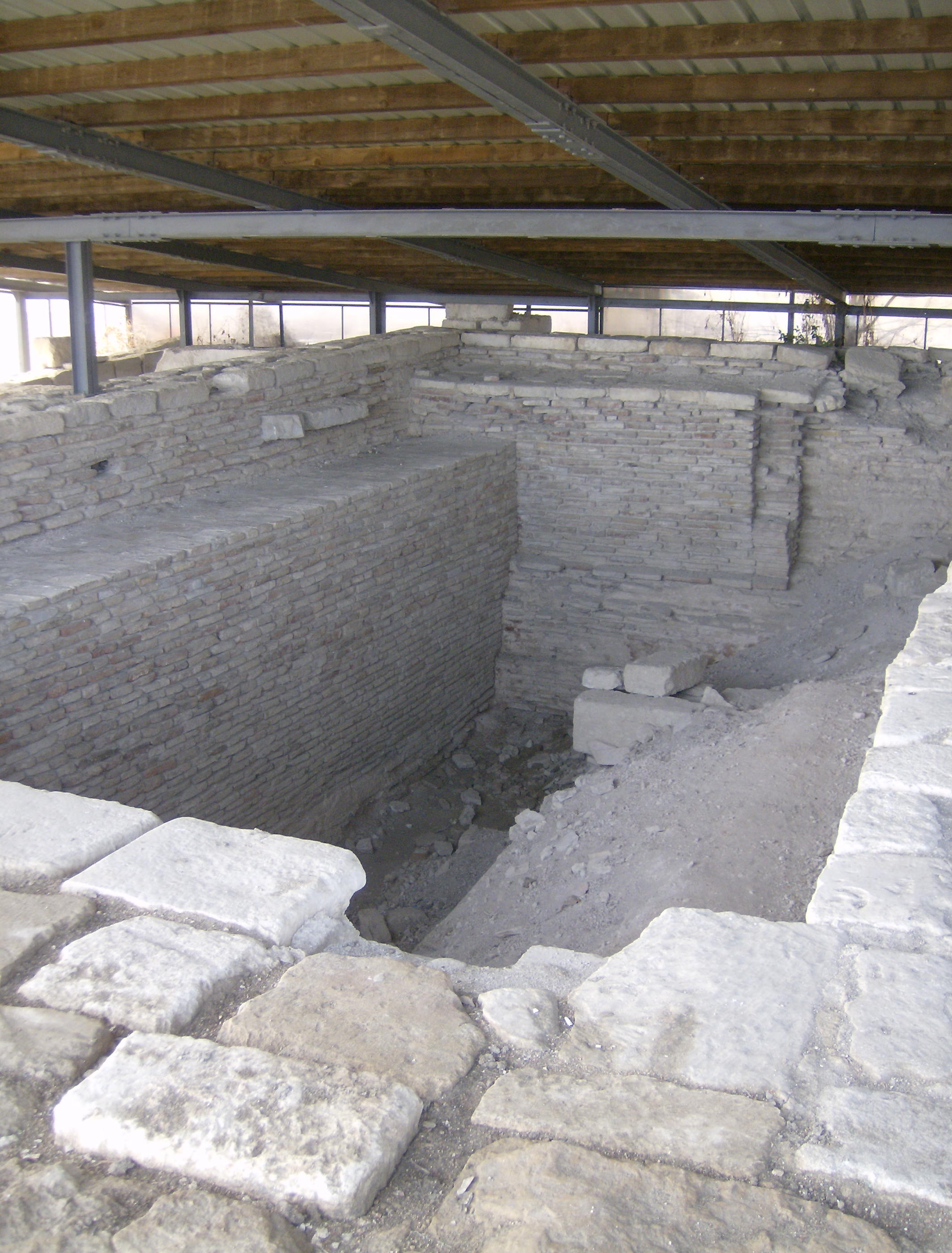
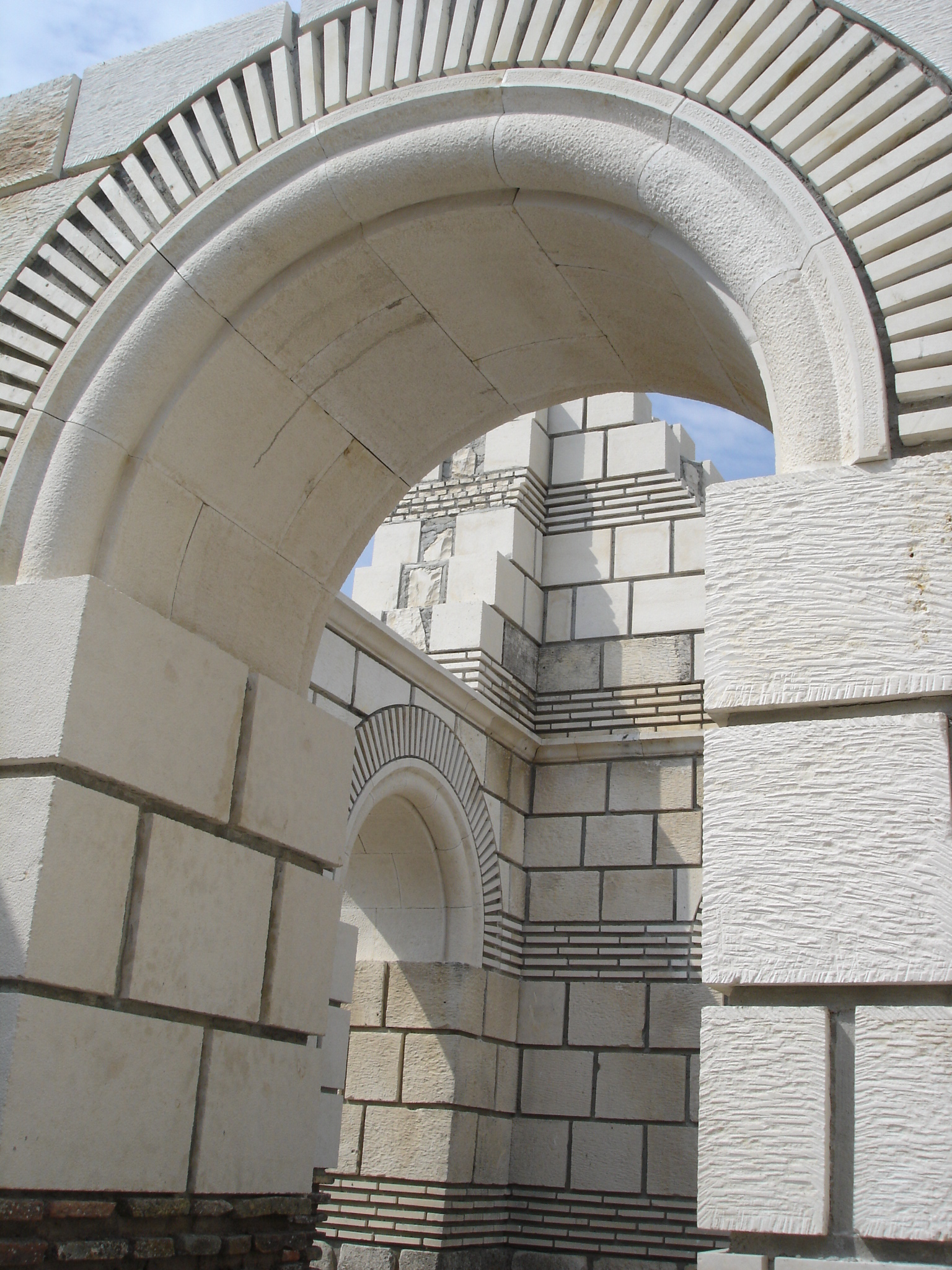
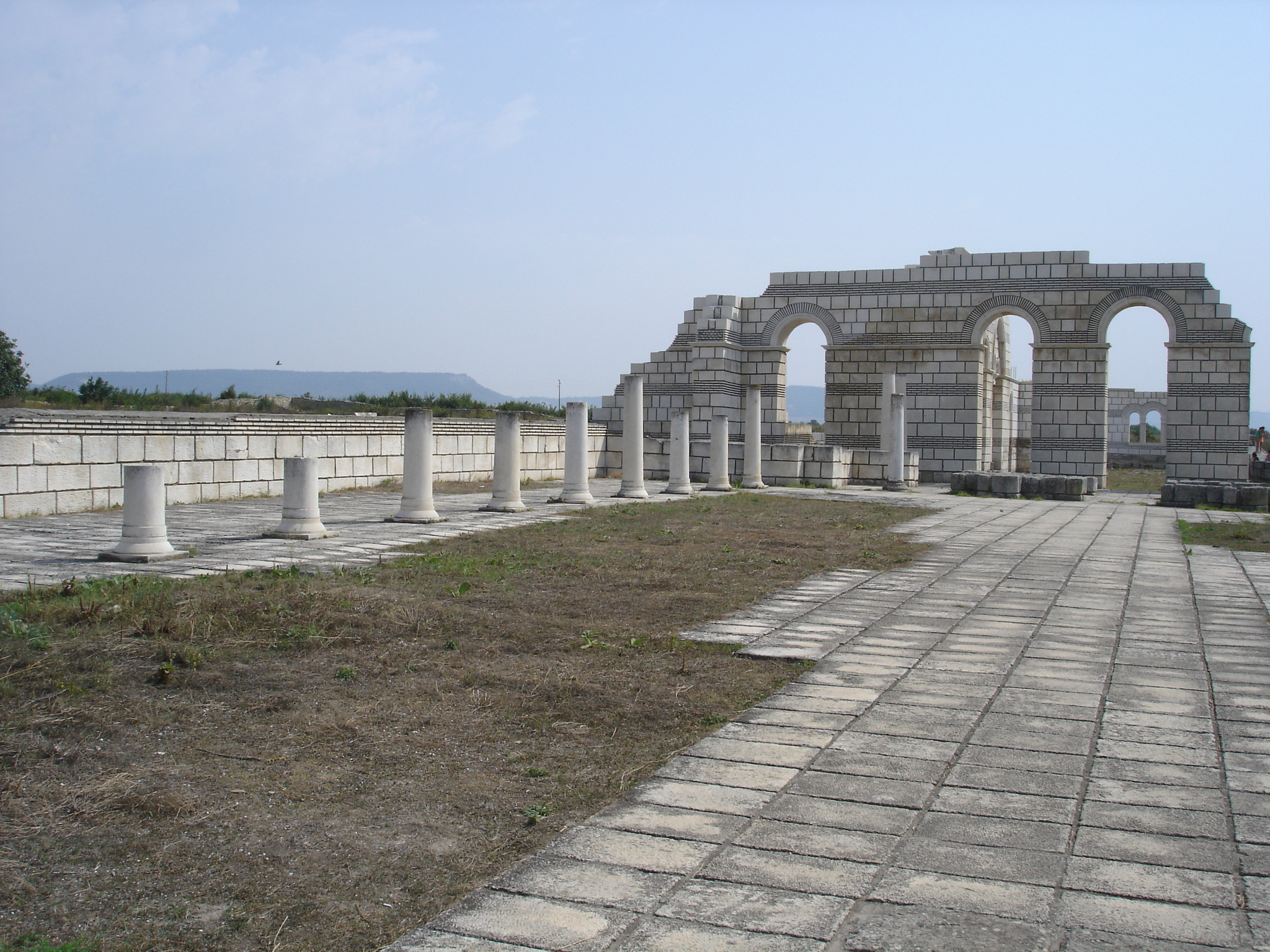
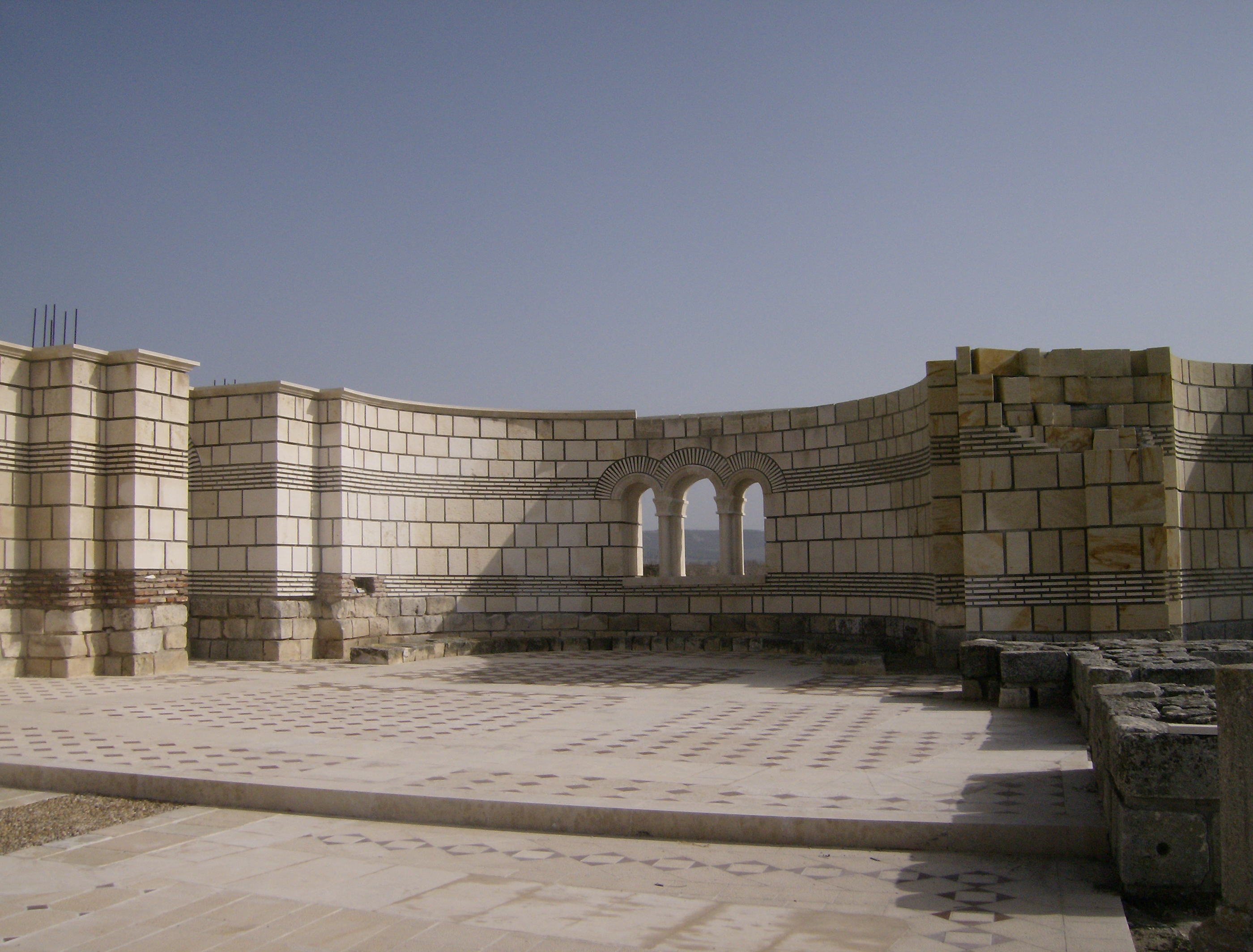
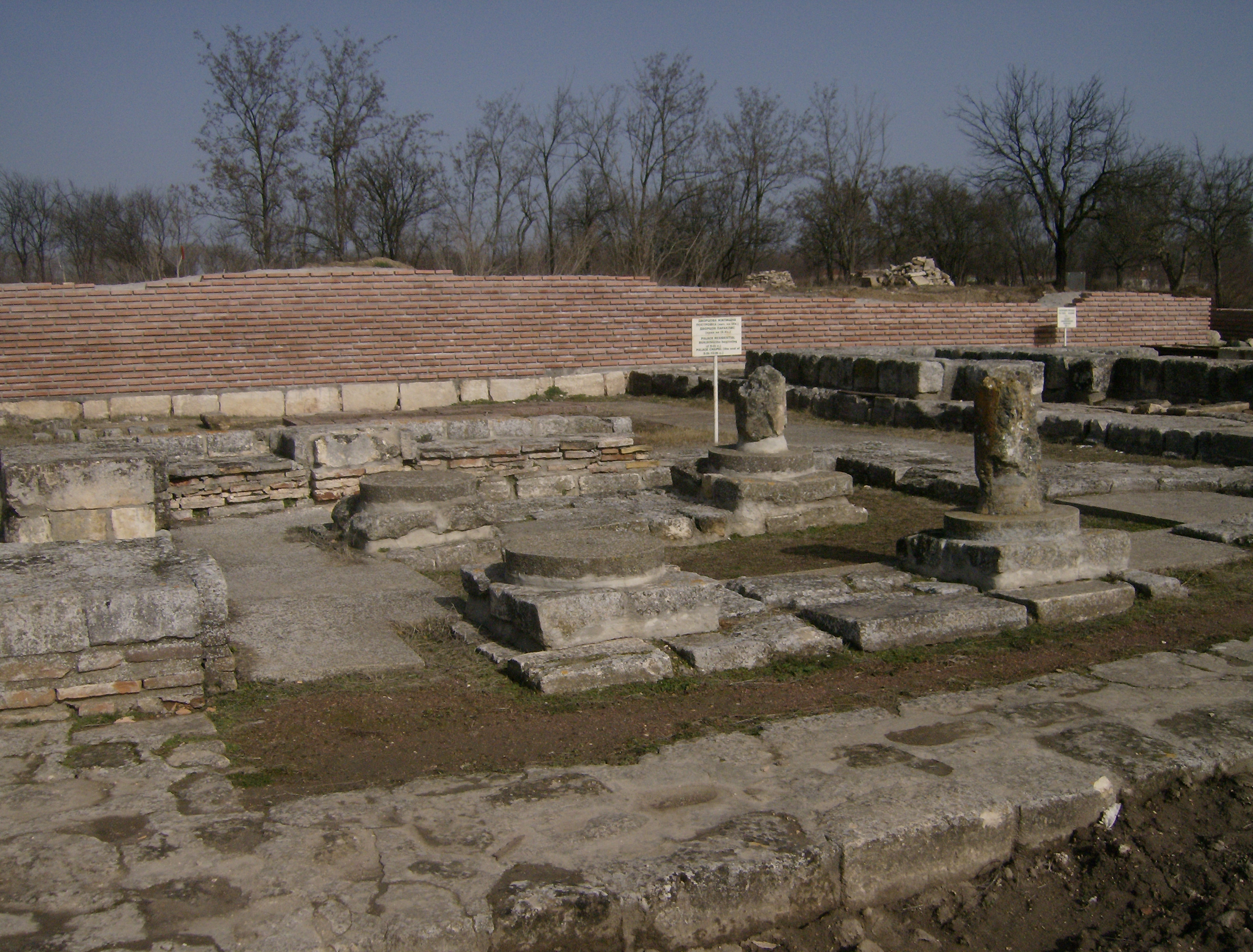
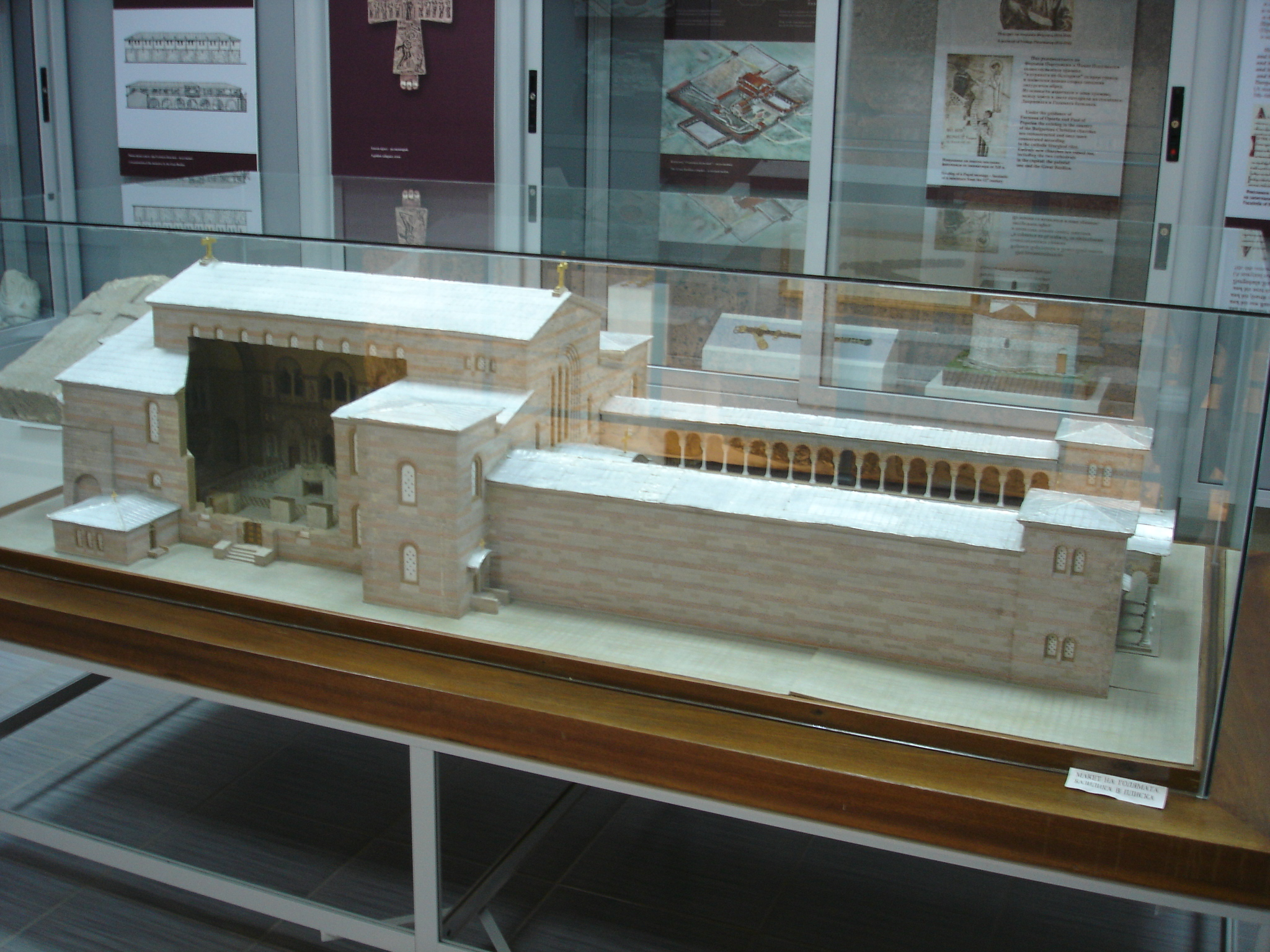

## 参考資料
- Материалы для болгарских древностей. Абоба-Плиска. - Известия Русского археологического института в Константинополе. Т. Х (1905)